# Medalla por la Defensa del Ártico Soviético
La Medalla por la Defensa del Ártico Soviético  (en ruso: «За оборону Советского Заполярья») es una medalla soviética de campaña, establecida por decreto del Presídium del Sóviet Supremo de la Unión Soviética del 5 de diciembre de 1944 para premiar a todos los soldados del Ejército Rojo, Marina, tropas del Ministerio del Interior (MVD) y civiles que participaron en la defensa del Ártico Soviético. Para los defensores que murieron en batalla o antes del establecimiento de la medalla, se otorgó póstumamente a su familia.

## Historia
La idea de establecer la medalla fue de los empleados del departamento de inteligencia del cuartel general del Frente de Carelia. Se hicieron varios bocetos y finalmente se seleccionó el presentado por el teniente coronel V. Alov. Después del apoyo de la idea de crear una medalla por parte del Consejo Militar del Frente de Carelia, el dibujo se envió a Moscú. El dibujo original de Alov fue parcialmente modificado por el artista A.I. Kuznetsov.
Los artistas Nikolái Ivanovich Moskalev y I.S Telyatnikov, también participaron en el concurso para la creación del diseño de la medalla, pero sus bocetos no fueron seleccionados. 
En 1962, se habían otorgaron alrededor de 307.000 medallas. El 1 de enero de 1995, la medalla por la defensa del Ártico soviético había sido otorgada a aproximadamente 353.240 personas.

## Reglamento
La medalla se otorga a todos los participantes en la defensa del Ártico: militares del Ejército Rojo, la Armada Soviética y las tropas de la NKVD, así como a los civiles que participaron directamente en la defensa. El período de defensa del Ártico soviético es el comprendido entre el 22 de junio de 1941 a noviembre de 1944.
Las medallas se presentan en nombre del Presídium del Sóviet Supremo de la URSS sobre la base de documentos que certifican la participación real en la defensa del Ártico, emitidos por los comandantes de unidades militares, jefes de instituciones médicas militares y los sóviets regionales y municipales de diputados obreros de Múrmansk.
Los encargados de realizar la entrega de la medalla sonː
- En el caso de militares que estén en las unidades del Ejército Rojo, la Armada Soviética y las tropas de la NKVD así como, comandantes de unidades militares y personas que hayan dejado el ejército y la marina - Los comisarios militares regionales, municipales y distritales en el lugar de residencia del premiado;
- En el caso de los civiles participantes en la defensa del Ártico soviético - los Sóviets regionales y urbanos de los diputados del pueblo trabajador de Murmansk.

De acuerdo con el Reglamento, se otorga la Medalla por la defensa del Ártico soviético a:
- Militares y civiles de unidades, formaciones e instituciones del Ejército Rojo, la Armada y las tropas de la NKVD, que de hecho participaron en la defensa del Ártico soviético durante al menos seis meses;
- Militares y civiles de unidades y formaciones que participaron en operaciones del 20 de septiembre al 1 de noviembre de 1944, independientemente de su permanencia continua en estas unidades y formaciones;
- Trabajadores, empleados y otros civiles que participaron directamente en la defensa del Ártico soviético durante al menos seis meses.

Los participantes en la defensa del Ártico soviético, tanto del ejército como de la población civil, que resultaron heridos durante el período de defensa o recibieron órdenes o medallas de la URSS durante la defensa del Ártico soviético, también se les otorgó la medalla independientemente del período de participación en la defensa.
La Medalla se coloca en el lado izquierdo del pecho y en presencia de otras órdenes y medallas de la URSS, se ubica inmediatamente después de la Medalla por la Defensa del Cáucaso. Si se usa en presencia de órdenes o medallas de la Federación de Rusia, estas últimas tienen prioridad
Cada medalla venía con un certificado de premio, este certificado se presentaba en forma de un pequeño folleto de cartón de 8 cm por 11 cm con el nombre del premio, los datos del destinatario y un sello oficial y una firma en el interior. Por decreto del 5 de febrero de 1951 del Presídium del Sóviet Supremo de la URSS, se estableció que la medalla y su certificado quedarían en manos de la familia tras la muerte del beneficiario.

## Descripción

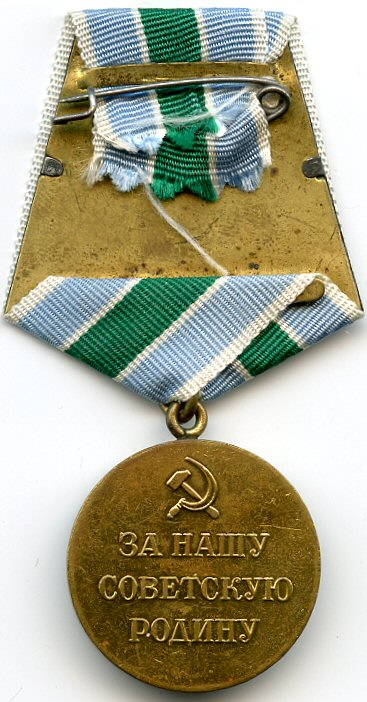
Reverso de la Medalla por la Defensa del Ártico soviético

Se trata de una medalla circular de latón de 32 mm de diámetro con un borde elevado por ambos lados. 
En el anverso de la medalla hay una imagen del busto de un soldado con un abrigo de piel de oveja (shuba) y una gorra ushanka armado con un subfusil PPSh-41. A la izquierda, detrás de la figura de un soldado, se ven los contornos de un barco de guerra. En la parte superior de la medalla, a ambos lados del soldado, las siluetas de dos aviones. En la parte inferior central e inferior derecha de su abrigo, se pueden observar dos tanques. A lo largo de toda la circunferencia de la medalla, hay una banda de tres milímetros con la inscripción en relieve «POR LA DEFENSA DEL ÁRTICO SOVIÉTICO» (en ruso: «ЗА ОБОРОНУ СОВЕТСКОГО ЗАПОЛЯРЬЯ»), en la parte inferior, hay una estrella de cinco puntas con la hoz y el martillo superpuestos sobre un trozo de cinta.
En el reverso, cerca de la parte superior, la imagen en relieve de la hoz y el martillo, debajo de la imagen, la inscripción en relieve en tres filas «POR NUESTRA PATRIA SOVIÉTICA» (en ruso: «ЗА НАШУ СОВЕТСКУЮ РОДИНУ»).
La medalla está conectada con un ojal y un anillo a un bloque pentagonal cubierto con una cinta de muaré de seda azul de 24 mm de ancho. En el medio de la cinta hay una franja verde de 6 mm de ancho. Los bordes de la cinta y la franja verde están bordeados por estrechas franjas blancas.